# Joseph Claudius Duchêne
Pour les articles homonymes, voir Duchêne.
Joseph Claudius Duchêne, né le 17 mars 1871 à Annecy et mort le 24 avril 1955 dans le 16e arrondissement de Paris, est un général d'armée français.

## Biographie
Entré à l'École polytechnique en 1891, Joseph Duchêne passe ensuite par l’école d’application de Fontainebleau et choisit l’artillerie. Il intègre en 1912 l’état-major du gouvernement militaire de Paris et s’y trouve encore à la déclaration de guerre. Passé au 40e régiment d’artillerie, il est cité deux fois à l’ordre du régiment en avril 1916, avant de passer, en juillet, à l’état-major du GQG. Colonel le 25 septembre 1919, il intègre l’état-major du maréchal Pétain puis prend le commandement du 82e régiment d’artillerie. Promu général en 1924, il est appelé en 1925 à la direction du Centre d’études tactiques de Metz puis à la tête de la 13e région militaire (1930). Il devient membre du Conseil supérieur de la guerre en 1932 puis, en 1933, inspecteur général adjoint de la défense aérienne du territoire.
Il est, après son passage dans le cadre de réserve en 1936, élu maire de Bloye en 1939, ce qui lui vaut d'être nommé par le gouvernement de Vichy président du conseil départemental de Haute-Savoie en décembre 1940.

## Médailles et distinctions
- Grand officier de la Légion d'honneur. Nommé chevalier (1914), puis promu officier (1920), commandeur (1930) et grand officier de la Légion d'honneur (1934)[4].
- Titulaire de l'ordre de la Francisque

Il a été décoré de l'ordre de la Francisque.